# Thelypteris tabaquitensis
Thelypteris tabaquitensis är en kärrbräkenväxtart som beskrevs av Jermy och T. G.Walker. Thelypteris tabaquitensis ingår i släktet Thelypteris och familjen Thelypteridaceae. Inga underarter finns listade.